# Diocesi di Diocesarea di Palestina
La diocesi di Diocesarea di Palestina (in latino Dioecesis Diocaesariensis in Palaestina) è una sede soppressa del patriarcato di Gerusalemme e una sede titolare della Chiesa cattolica.

## Storia
Diocesarea di Palestina, corrispondente alla città di Zippori (Saffūrïyeh) nell'odierno Israele, è un'antica sede vescovile della provincia romana della Palestina Seconda nella diocesi civile d'Oriente. Faceva parte del patriarcato di Gerusalemme ed era suffraganea dell'arcidiocesi di Scitopoli.
Sono solo due i vescovi attribuibili con certezza a questa antica diocesi bizantina: Marcellino, che prese parte al concilio di Gerusalemme del 518 e sottoscrisse la lettera sinodale di Giovanni di Gerusalemme contro Severo di Antiochia e i monofisiti; e Ciriaco, che firmò gli atti del sinodo del 536 convocato dal patriarca Pietro contro Antimo di Costantinopoli e che vide riuniti assieme i vescovi delle Tre Palestine.
Raymond Janin, basandosi sulle indicazioni riportate da Giovanni Domenico Mansi assegna a Diocesarea anche il vescovo Doroteo, che prese parte al concilio di Calcedonia nel 451. Tuttavia nell'edizione critica degli atti del concilio il vescovo è menzionato come titolare della sede di Neocesarea nel Ponto Polemoniaco.
A Khorbat Bata (località della città di Karmiel), nel nord d'Israele, è stata scoperta un'iscrizione, databile all'anno 526/527, con l'indicazione della costruzione di una chiesa, avvenuta al tempo del vescovo Stefano. Poiché resta ancora incerta a quale diocesi antica appartenesse Khorbat Bata, questo vescovo è assegnato o alla diocesi di Diocesarea di Palestina o alla diocesi di Tolemaide di Fenicia.
In epoca crociata furono edificate a Diocesarea (chiamata Sepphoris) una grande basilica a tre navate ed un castello dei Templari.
Dal XVII secolo Diocesarea di Palestina è annoverata tra le sedi vescovili titolari della Chiesa cattolica; la sede è vacante dal 26 maggio 1964.

## Cronotassi

### Vescovi greci
- Doroteo ? † (menzionato nel 451)
- Marcellino † (menzionato nel 518)
- Stefano ? † (menzionato nel 526/527)
- Ciriaco † (menzionato nel 536)

### Vescovi titolari
I vescovi di Diocesarea di Palestina appaiono confusi con i vescovi di Diocesarea di Isauria, perché nelle fonti citate le cronotassi delle due sedi non sono distinte.
- Gregorio Carbonelli, O.M. † (24 ottobre 1611 - ? deceduto)
- Ferdinando Boschetti † (maggio 1622 - ?)[6]
- Georg Hammer † (26 maggio 1629 - 7 settembre 1639 deceduto)
- Martin Paul Kemlick † (7 febbraio 1667 - ?)
- Aeneas Chisholm † (11 maggio 1804 - 31 luglio 1818 deceduto)
- Jerzy Jeschke (Feschker) † (19 giugno 1856 - 7 novembre 1881 deceduto)
- Antonio Caff † (3 luglio 1882 - 12 ottobre 1895 deceduto)
- Simeón Pereira y Castellón † (2 dicembre 1895 - 30 luglio 1902 succeduto vescovo di León en Nicaragua)
- Karl Augustin † (10 marzo 1910 - 16 settembre 1919 deceduto)
- Giovanni Pranzini † (13 giugno 1921 - 18 novembre 1924 nominato vescovo di Carpi)
- Louis-Joseph Kerkhofs † (18 dicembre 1924 - 17 luglio 1927 succeduto vescovo di Liegi)
- Simone Lorenzo Salvi, O.S.B. † (30 settembre 1927 - 26 maggio 1964 deceduto)